# Gransee
Gransee est une commune du Brandebourg (Allemagne), située dans l'arrondissement de Haute-Havel.

## Géographie

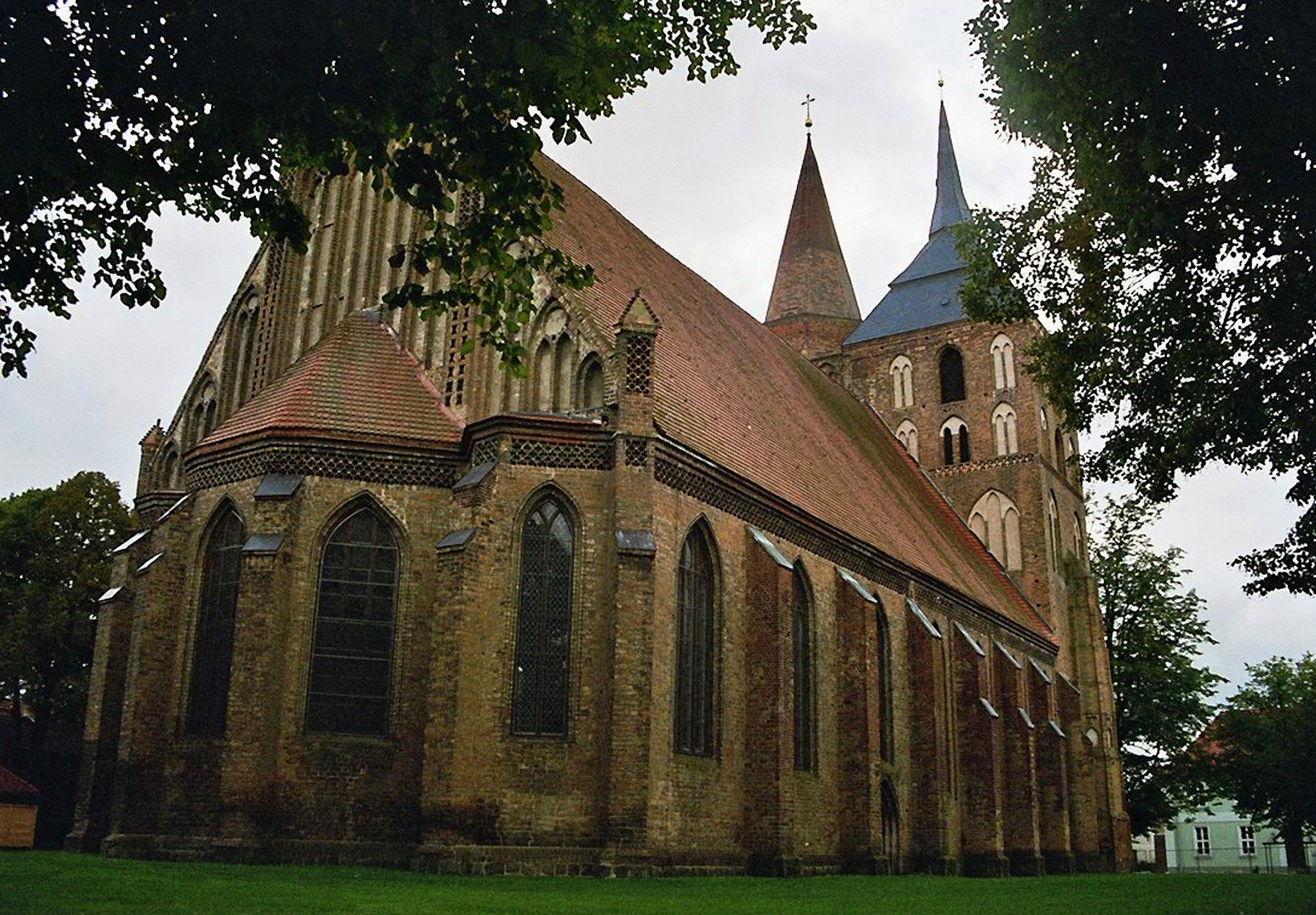
Vue de l'église luthérienne Sainte-Marie (XIIIe siècle)

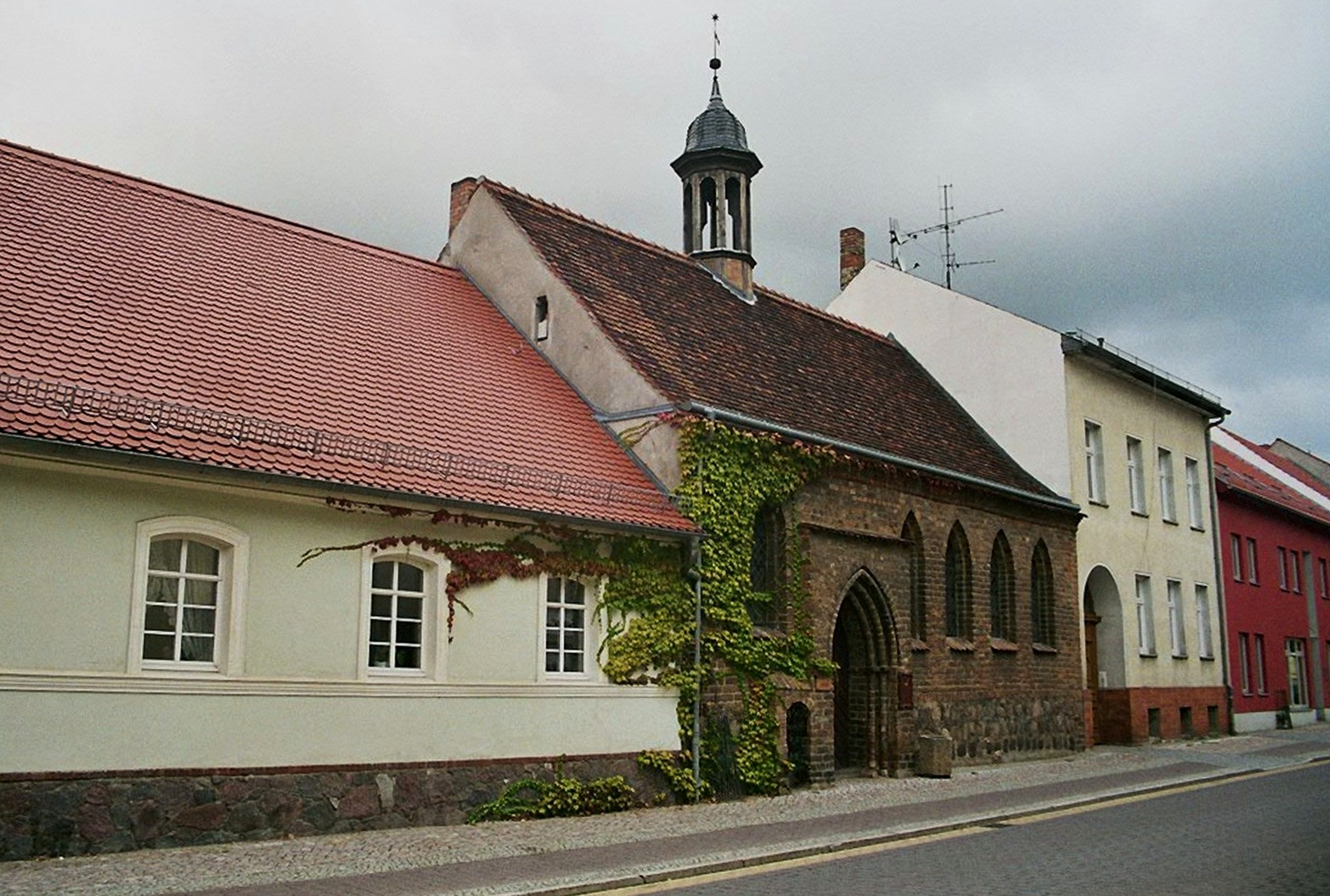
Ancienne chapelle du Saint-Esprit

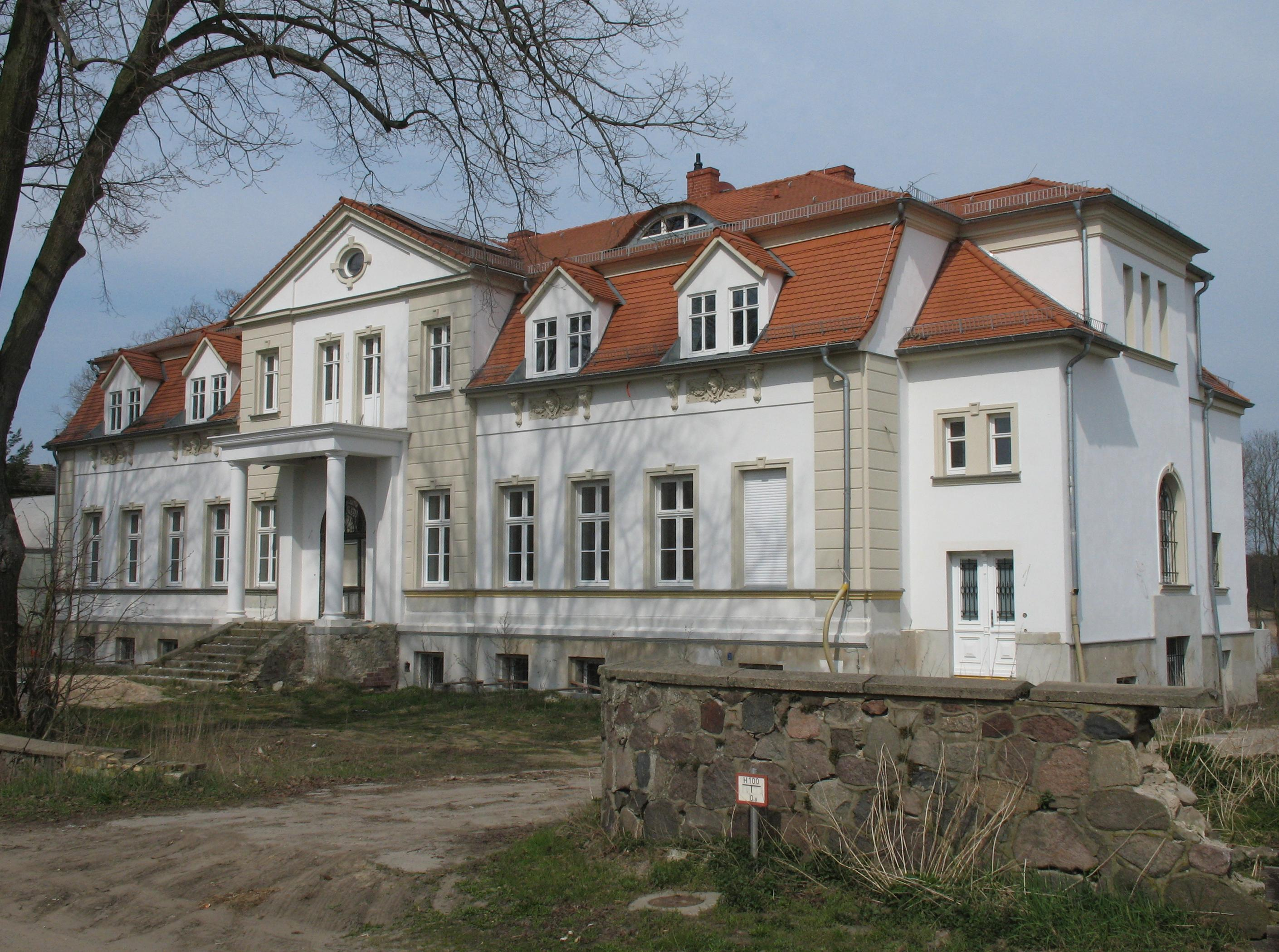
Wentow

La ville, qui se trouve au nord de Berlin sur un plateau dont le fond est constitué de moraines, se situe entre :
- la région de Prignitz et la Marche de l'Ucker, au Nord ;
- et le plateau du Mecklembourg-Brandebourg, au Sud.

La municipalité de Gransee comporte les localités et villages de :
- Altlüdersdorf
- Dannenwalde (connu par son manoir de Dannenwalde)
- Gramzow (connu par son manoir de Gramzow)
- Kraatz
- Buberow
- Meseberg (connu par son château de Meseberg, résidence officielle du gouvernement fédéral allemand pour les visites d'État.)
- Neulögow
- Neulüdersdorf
- Margaretenhof
- Seilershof
- Wentow
- Wendefeld
- Ziegelei
- Ziegelscheune

## Histoire

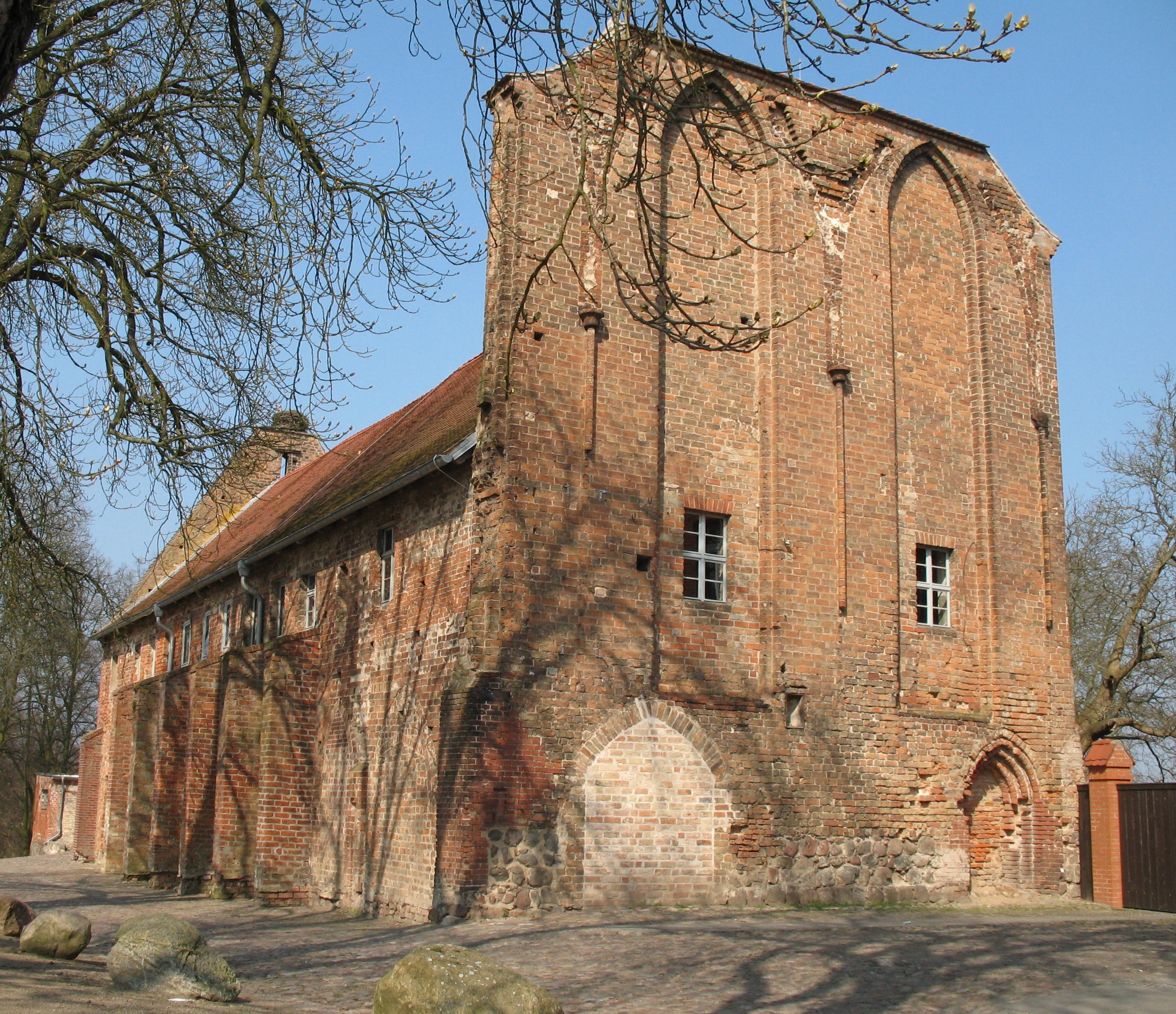
Ancien couvent franciscain de Gransee.

Le nom de Gransee provient du vieux haut-allemand, sa première partie Grans signifiant « bec » ou « pic » et sa seconde partie oie signifiant « eau », ou « terre entourée d'eau ». Son nom s'écrivait au XIIIe siècle Grasoyge, ou Grasoye et au XIVe siècle, Granzow ou Gransoge. Au début du XVIe siècle, est apparue la variante Gransehe.
Elle obtient le privilège urbain en 1262 et l'exemption des droits d'octroi. Ses domaines appartiennent aux comtes de Lindow-Ruppin en 1319, et la même année un conseil de bourgeois est créé. Elle marque alors la frontière entre la Marche de l'Ucker et le Mecklembourg. Les franciscains fondent un couvent à la fin du XIIIe siècle, abandonné en 1541 à l'époque de la Réforme protestante.
La ville souffre de nombreux incendies (surtout en 1604 et 1621), ainsi que de la guerre de Trente Ans. Elle doit être presque totalement reconstruite après l'incendie de 1711.
Le chemin de fer arrive en 1877. Le train la relie à Berlin, Neustrelitz, Neubrandenburg et Rostock en 1886.

## Démographie
- Évolution de la population dans les limites actuelles. -- Ligne bleue: Population; Ligne pointillé: Comparaison avec le développement de Brandebourg -- Fond gris: Période du régime nazie; Fond rouge: Période du régime communiste

| Année | Population |
| ----- | ---------- |
| 1875  | 5 656      |
| 1890  | 6 223      |
| 1910  | 6 283      |
| 1925  | 6 377      |
| 1933  | 6 470      |
| 1939  | 6 980      |
| 1946  | 9 740      |
| 1950  | 9 225      |
| 1964  | 8 038      |
| 1971  | 7 890      |

| Année | Population |
| ----- | ---------- |
| 1981  | 7 797      |
| 1985  | 7 692      |
| 1989  | 7 522      |
| 1990  | 7 488      |
| 1991  | 7 304      |
| 1992  | 7 216      |
| 1993  | 7 129      |
| 1994  | 7 069      |
| 1995  | 6 998      |
| 1996  | 6 946      |

| Année | Population |
| ----- | ---------- |
| 1997  | 7 010      |
| 1998  | 6 921      |
| 1999  | 6 855      |
| 2000  | 6 866      |
| 2001  | 6 750      |
| 2002  | 6 610      |
| 2003  | 6 578      |
| 2004  | 6 511      |
| 2005  | 6 405      |
| 2006  | 6 391      |

| Année | Population |
| ----- | ---------- |
| 2007  | 6 261      |
| 2008  | 6 125      |
| 2009  | 6 051      |
| 2010  | 5 974      |
| 2011  | 5 926      |
| 2012  | 5 816      |
| 2013  | 5 721      |
| 2014  | 5 717      |
| 2015  | 5 814      |
| 2016  | 5 895      |

| Année | Population |
| ----- | ---------- |
| 2017  | 5 896      |
| 2018  | 5 871      |
| 2019  | 5 895      |
| 2020  | 5 849      |

## Architecture et monuments

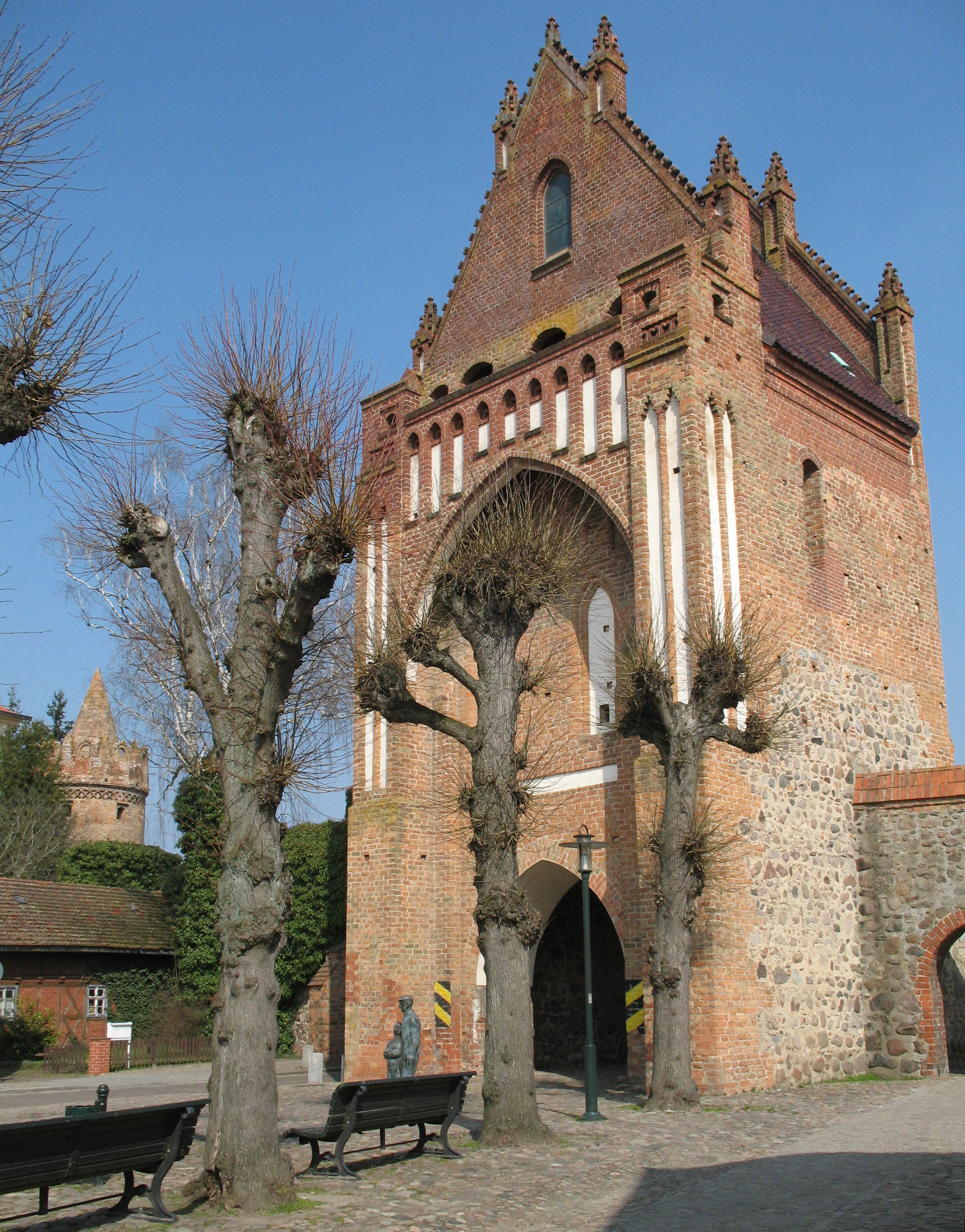
Porte de Ruppin et tour des poudres

- Porte de Ruppin et tour des poudres, fin du XVe siècle
- Musée de la ville, dans l'ancien hospice du Saint-Esprit (construit en 1315, rénové en 1715), avec sa chapelle
- Maisons en bretèche à colombages, XIVe siècle
- Église Sainte-Marie, 1285
- Monument de la reine Louise, par Karl Friedrich Schinkel, 1811
- Ancien couvent franciscain
- Tour de guet du XVe siècle
- Mémorial (1952) aux victimes du national-socialisme, dénommées Opfer des Faschismus (de) dans l'ancienne République démocratique allemande

## Culture
Theodor Fontane évoque la ville et la seigneurie des Ruppin dans son livre Promenades dans la Marche de Brandebourg (de) (1862-1889).

## Personnalités liées à la ville
- Carl Zickner (1867-1939), acteur né à Gransee.
- Emilia Snethlage (1868-1929), ornithologue née à Gransee.
- Heinz Barth (1920-2007), militaire né à Gransee.